# 水原薫の今夜もパプリオーン
『水原薫の今夜もパプリオーン』は、2010年4月10日から同年10月2日までデジタルラジオ超!A&G+で放送されていた、アニラジである。

## 番組概要
オープニング、エンディング、コーナーなどがない、フリーダムな状態で展開されるシュールバラエティ。番組中のトークも、リスナーに向けてのトークというよりは、番組の構成作家である、ちゃんこ（小林洋平）との対話がメインとなっている。
放送時間
- 2010年4月10日 - 10月2日
毎週土曜日 24:30 - 25:00

パーソナリティ
水原薫

## おもな企画
近況トーク
ちゃんこの「じゃ、近況トークお願いします」を合図に水原が近況トークをする
VTRトーク
スタッフが持ち込んだVTRネタを見ながら、トークをする。リスナーからもVTRアイデアを募集し、映像化している。
バロスペ
バロンスペシャルの略。バロン考案、出演のVTRネタを披露する
宛先告知テロップリクエスト
水原が告知呼び込み時に出される宛先告知テロップの演出をリクエスト、バロンが制作し、放送時に表示する。
エンディング挨拶リクエスト
リスナーから寄せられたシチュエーションで水原が別れの挨拶を言う。

## エピソード
- A&Gの番組情報には、「かなりドイヒーな番組」と書かれていた。これは、構成ちゃんこが執筆したものである。
- 番組開始後ちゃんこのTwitterには、「やる気あるんですか」「作家って簡単なんですね」など怒られる返信がきた。
- 第2回放送では水原のwikipediaを参考に自己紹介をした
- 第4回放送分では、水原がハガキ職人であったことから、「ラジオネーム Free@」名義で「高橋美佳子の の〜ぷらんでいこう♪」宛にメールを送ることになった。
  - 結果、2010年5月25日放送分で紹介された。このことは、第9回放送分で報告。さらに、次回「ラジオネーム Free@水原」名義で下田麻美の超ラジ!Girls宛にメールを送ることになった。
- 第6回放送分では、ノベルティが決定。リスナーの中から毎回1名に水原からメールが送られることになった。また、この日の放送分では問題発言が多く、ピー音が多く入れられた。
  - このため第7回では、水原のキャラ声を使ったオリジナル「ピー音」を作ることになった
- 第10回では、第8回放送分でちゃんこが発言した、嫌いな声優を訂正した。
- 第11回では、ちゃんこから番組宛のメールが少ないという報告があった。また、この日のVTRコーナーでは下ネタ混じりのVTRを見た水原が、スタッフを怒った。
- VTRコーナーではスタッフが持ち込んだVTRに呆れた感じのコメントをしているが、第10回放送分で水原を始めてウケさせる事が出来た。
- 第12回放送分では放送当日が水原の誕生日だったことから、スタッフから「水原さんお誕生日おめでとうVTR」と題した、ケーキをテーマにしたVTRネタがプレゼントされた。しかし水原は、いつものようにVTRに呆れ、ケーキが出てこないことに不満を言っていた。また、後半のVTRコーナーでも、「気持ちが沈んだ」言い、この回は「悲惨」と語っていた。なお、収録後にスタッフからケーキでお祝いしてもらったようである[1]。また第13回冒頭で、収録後にお好み焼屋でお祝いしてもらったことも報告された。
- 第13回放送分では、七夕間近の放送だったこともあり、アニスパから使いまわしの笹の葉を利用し、水原に短冊を書いてもらった。また、VTRコーナーで見せた「バロンを探せ」があまりにも痛かったと、水原とちゃんこが批評した。
- 第15回放送分では、ちゃんこが遅刻したためバロンが水原の相手をし、バロンが水原からのプライベートな質問に答えた。
- 第16回放送分より、サイコロを使ってのトークシステムが導入された。これ以降サイコロの目には、スタッフのプライベートが明かされるネタも入っている。
  - 第16回ではバロンが好きな声優を明かした。
  - 第20回放送分では、ディレクターバロンの部屋が公開された。また、ちゃんこの好きな声優が（ヴァ）原実里と発表。結婚したいとも発言した。また、第22回放送分では本人の前で下ネタを話したいとも発言した。
    - 第23回放送分冒頭では「Animelo Summer Live」の打ち上げで、本人と乾杯したと報告した。

  - しかし、サイコロシステムでは同じ目が2度でてしまうという欠点が発生するため、第22回放送分ではあみだくじを採用した。また、この回ではバロンがポケモンモノマネメドレーをしたほか、水原が初恋エピソード、おぎぷーの「生理的に受け付けない声優」を発表した。
- 第18回放送分では、ちゃんこが誕生日だったため、第15回同様、ちゃんこが水原からのにプライベートな質問に答えた他、愛に飢えてるちゃんこが、自身が考えたセリフで、水原からの告白を受けた。
- 第22回放送分のVTRトークでは「単三飲料」（単三電池を入れた、炭酸飲料）を紹介し、VTR後にちゃんこから「水原に見せる前に冷蔵庫に保存した「単三飲料」を諏訪部順一が発見、ブログにアップされた。」と報告された。
- 第23回放送分では、水原からVTRネタ「チャックマン」（チャッカマンをつけたズボンチャック）を見た母が、番組スタッフを嫌ったと報告があった。また水原が「20世紀少年」の結末を話してしまい、見る予定だったバロンにネタバレをしてしまった。
- 第24回放送分では、番組冒頭からスタジオ後方に、タンクトップを着て、白粉が塗られた男性（番組内では幽霊といっていた）が座っていた。終盤では、「幽霊」が水原を襲った。また、エンディング挨拶リクエストではバロンがかつて出演していたBSQRの「バロン大野のアニメってほんとにイイですねぇ」で行っていた、別れの挨拶「バローバッシュバロバロバローン」を採用した。
- 第25回放送分では、前回放送分収録後に焼鳥屋に行った際、同行した、「ラジオどっとあい」の奈良プロデューサーが行っていた、魚雷メールゲーム（指定したメモリ、ページ番号の受信メールを明かすゲーム）を行った。また、番組終盤で、10月で放送終了がちゃんこから発表された
- 第26回放送分では、プロデューサーおぎぷーがオークションで落としたCDが冒頭で、流れた。また、最終回ということで、番組を振り返ッたり、スタッフからの手紙が読まれた。しかし、VTRトークのVTRは、相変わらずであり、水原はあきれていた。また、番組ED後には「番組の復活」を示唆する「20世紀少年」風の予告VTRが流れ、水原を唖然とさせた。

## ゲスト
- 第19回 - 高岡香

## 特別番組
「〜終わりの始まり〜」「〜バロンの旗〜」「〜バロンの希望〜」の3番組は、「20世紀少年」をモチーフとした、番組DVD発売までの3部作特番となっている。
- 帰ってきた 水原薫の今夜もパプリオーン！ 〜終わりの始まり〜（2010年12月18日 26:00 - 27:00、12月22日09:00　-　10:00リピート）
30分番組2本という体裁で放送。レギュラー放送最終回での予告VTR通り、VTRトークでは、新作VTRを公開した。また、番組内で、番組DVDの制作が決定した。
なお、この番組のCMは、特別番組「なかよしグループおしゃべり会レディオ」（2010年12月3日放送）終了後、超!A&G+クロージング前最後のCMとして、最終回で流れた予告VTR同様の「20世紀少年」風CM（音声のみ）が放送され、以降、水原による放送日時を示す「キーワードは1・2・1・8・2・6・0・0だよ！」と言う告知CMも、合せて放送された。
- またまた帰ってきた 水原薫の今夜もパプリオーン! 〜バロンの旗〜（2011年4月15日 24:30 - 25:00、18日12:30 - 13:00、翌週同時間帯にリピート放送）
『小野坂昌也・竹本英史のネオロマ&無双』の番組終了後 - 新番組『トワノクオン〜ファンタジアム・ガーデン放送局』放送開始までのつなぎ番組として放送。新作VTRを公開したほか、DVDの進捗状況が報告された。前回の単発特番と同様に放送直前にこの番組のCMが流されていた。
- 超!A&G+スペシャル 水原薫の今夜もパプリオーンThe Final〜バロンの希望〜（2011年7月15日　16:00 - 17:00初回放送）
番組開始15分間は、水原たっての希望で『かわいい感じの番組』として一般的なアニラジのフォーマットで進行したが、限界を感じ、あえなく断念した。番組では新作VTRを公開したほか、コミックマーケットでのDVD発売と収録内容を発表した。また、ちゃんこの「目玉企画」として、自身が好きな声優、茅原実里からのお祝いコメント（アルバム・ライブのPR含む）を紹介した。
- 水原薫の今夜もパプリオーン! 帰ってきたコスモ（2012年2月4日・18日 24:00 - 24:30、翌週同時間帯にリピート放送）
『大久保瑠美・福原香織のあっちこっちステーション』放送開始までのつなぎ番組と、番組DVDのプロモーションを兼ねて1カ月限定で放送。最新VTR放送したほか、DVDの販売状況の報告や、DVD収録のVTRが紹介された。なお、4日初回の第1回放送分の宛先リクエストでは、同日より本番組の後枠で開始したちゃんこが構成を担当する「あけ×ぽこ」の宣伝を兼ねて「あけ×ぽこ」のメール告知が行われた。

## 関連商品
- 水原薫の今夜もパプリオーンDVD